# 上原充史
上原 充史（うえはら あつし、1986年7月28日 - ）は、日本の俳優。
神奈川県川崎市出身。身長180cm。